# Penicillifera apicalis
Penicillifera apicalis là một loài bướm đêm thuộc họ Bombycidae. Nó được tìm thấy ở khu vực đông bắc of Himalaya to Sundaland và Philippines.